# 西村了
西村 了（にしむら りょう、1969年11月17日 - ）は、広島県出身のプロボウラー。
身長175cm、体重81kg、右投げ。

## 人物・略歴
私立広島城北中学校在学1年生時にボウリングを始め、広島城北高校卒業後にプロテスト受験を行い、1989年プロテスト合格、日本プロボウリング協会28期生、No.658。
2003年11月27日、全日本男子プロボウリング選手権大会予選第1日目にて当時ボウルメート京橋所属の西村は3ゲーム連続パーフェクトの記録を達成、日本プロボウリング協会 によれば1967年の協会創立以来、日本初の快挙。これにより2003年度報知プロスポーツ大賞特別賞を受賞した。
弟子として同じくプロボウラーの大山姉弟（大山由里香〔29期、No.305〕、大山篤俊〔46期、No.1123〕）がいる。
10数年前にボウリングジュニアクラブを創設、以来クラブの指導を続けており、
ボウルメート京橋の閉鎖、解雇後の2007年にタイヨーパークレーンの経営を前経営者より引き継ぎ、現在は（株）900コーポレーション会長兼アドバイザリースタッフとして勤務中。
猪口亜紀、永井達也、鹿間梨沙、大山由里香など、これまで数々の弟子をプロボウラーへと導く。現在もジュニアクラブを運営している。

## 賞歴・記録

### ランキング
2006年
- ポイントランキング - 13位[9]
- 賞金ランキング - 14位[9]
- アベレージランキング - 210.01[9]

2005年
- ポイントランキング - 33位[2]
- アベレージランキング 208.18[2]

### 賞歴
2006年
- 栃木オープン - 優勝[3][9]
- STウィンター - 7位[9]

2003年
- 全日本男子プロボウリング選手権大会 - 2位[10]

### 記録
2003年
- 3ゲーム900点（ギネスブック認定）[4]

公認記録回数（2006年時点）
- 公認パーフェクト（300）回数 - 6回
- 800シリーズ回数 - 1回
- 7-10スプリットメイド回数 - 3回